# Louise Welsh

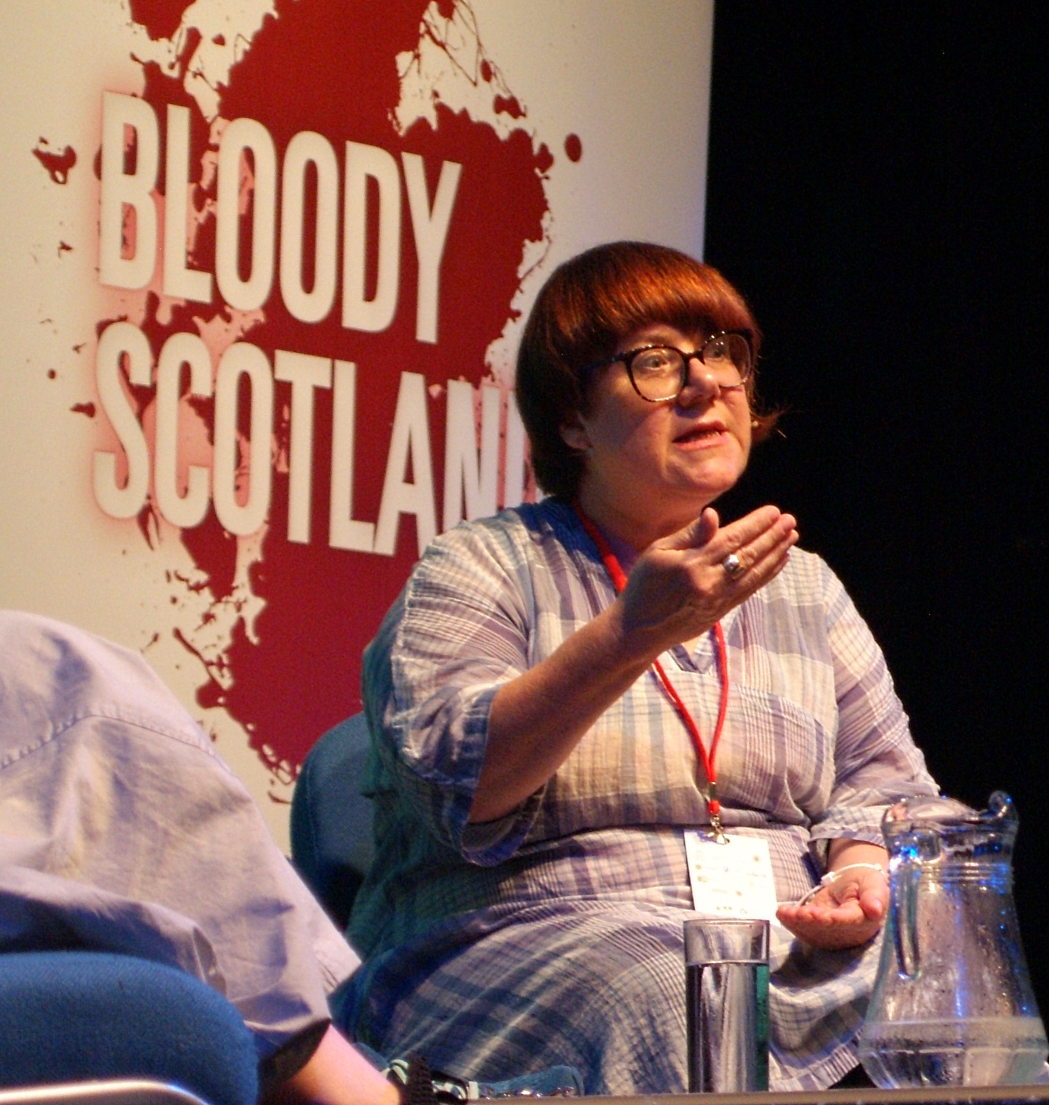
Louise Welsh

Louise Welsh (* 1. Februar 1965 in London) ist eine britische Schriftstellerin.

## Leben
Louise Welsh absolvierte 1985 bis 1990 ein Studium der Geschichtswissenschaft an der Universität Glasgow mit Abschluss Master of Arts (Honours). Danach verdiente sie ihren Lebensunterhalt acht Jahre lang als Expertin für antiquarische Bücher. Sie schrieb Kurzgeschichten, die sie auf Anhieb publizistisch unterbringen konnte. Danach geriet sie im Schriftstellerischen in eine ausgeprägte Durststrecke. Einen zweijährigen Aufbaustudiengang in Kreativem Schreiben an der Universität Glasgow und der Universität Strathclyde beendete sie mit dem Abschluss Master of Letters. Seither hat sie ihren Hauptwohnsitz in Glasgow und ist dort Dozentin für Kreatives Schreiben am Anniesland College sowie an der Universität Glasgow.
Im Interview mit dem Guardian zeigte sie sich als eine schlagfertig mit schwarzem Humor ausgestattete Pazifistin und Frauenrechtlerin, die leichten Jazz und den schottischen Autorenkollegen James Kelman schätzt. Über ihre Wahlheimat Glasgow sagt sie, dass sie dort ein ruhiges, nettes Provinz-Großstadt-Leben führe, wohl wissend, dass es dort eine der höchsten statistischen Mordraten im Lande gebe.
Das Jahr 2006 lebte Louise Welsh mit einem Stipendium als Writer in Residence in Bamberg im dortigen Internationalen Künstlerhaus Villa Concordia.
Ihre Romane sind eher literarisch anspruchsvolle Thriller denn Kriminalromane. Sie spielen häufig in gut recherchierten historischen Kontexten, bedienen aber ebenfalls nicht das Genre des Historischen Romans. Der Kugeltrick von 2006 beispielsweise spürt dem vergänglichen Glanz der historischen kleinen Varietétheater nach, nimmt die Leser mit in ehemalige Spelunken Glasgows, in die schmuddeligen Nacht-Clubs des Londoner Amüsierviertels Soho und sogar in die versunkene Welt alter Berliner Hinterhöfe. Es handelt vom inneren Konflikt eines Mannes, der mit einer Schuld kämpft, die er unschuldig auf sich geladen hat.
Die Verfilmung von Dunkelkammer ist geplant – die Rechte hat ihr Cousin, der Trainspotting-Autor Irvine Welsh, erworben.
Eine längere Zusammenarbeit verbindet Welsh mit dem Komponisten Stuart MacRae, für den sie vier Opernlibretti schrieb. Die gemeinsame Oper Anthropocene wurde 2019 von der Scottisch Opera uraufgeführt.

## Werke
- 2002 The Cutting Room (Roman)
  - Dunkelkammer, dt. von Wolfgang Müller, Antje Kunstmann, München 2004. ISBN 3-88897-348-1
- 2004 Tamburlaine Must Die (Roman)
  - Tamburlaine muss sterben, dt. von Wolfgang Müller, Antje Kunstmann, München 2005. ISBN 3-88897-384-8
- 2006 The Bullet Trick (Roman)
  - Der Kugeltrick, dt. von Ruth Keen, Antje Kunstmann, München 2006. ISBN 3-88897-444-5
- 2010 Naming the Bones (Roman)
  - Das Alphabet der Knochen, dt. von Wolfgang Müller, Antje Kunstmann, München 2010. ISBN 978-3-88897-676-6
- 2012 The Girl on the Stairs (Roman)
  - Verdacht ist ein unheimlicher Nachbar, dt. von Astrid Gravert, Antje Kunstmann, München 2014. ISBN 978-3-88897-929-3
- 2014 A Lovely Way to Burn (Roman), Hodder & Stoughton
  - V5N6. Tödliches Fieber, dt. von Wolfgang Müller, Verlag Antje Kunstmann, München 2016. ISBN 978-3-95614-090-7.

## Auszeichnungen
- Mitglied der Royal Society of Edinburgh, 2023
- Jahresstipendium 2006 der Villa Concordia, Bamberg
- Hawthornden Fellowship 2004
- Glenfiddich Spirit of Scotland Award 2004
- Corine – Internationaler Buchpreis (in der Kategorie Debüt-Roman für Dunkelkammer) 2004
- Robert Louis Stevenson Memorial Award
- BBC´s Underground Award 2003
- The Saltire First Book Award 2002
- John Creasey Memorial Dagger Award der britischen Crime Writers’ Association für The Cutting Room 2002
- Nominierung für The Guardian First Fiction Award 2002